# Tjejvasan
Tjejvasan genomfördes första gången 1988, och är en 30 kilometer lång längdskidåkningstävling i klassisk stil från Oxberg till Mora som, vilket namnet skvallrar om, bara omfattar en damklass. Tävlingen ingår i Vasaloppets organisation och Vasaloppsveckan, och avgörs sista lördagen i februari (näst sista om 1 mars är en söndag). Själva Vasaloppets huvudlopp öppnades återigen för damer 1981, och damerna hade då fått åka Öppet spår sedan 1979.
Tjejvasan sändes för första gången direkt i SVT 2012.

## Slutsegrare
Följande har genom åren vunnit tävlingen.
- 1988 – Karin Värnlund, IFK Mora
- 1989 – Marie Johansson, Dala-Järna IK
- 1990 – Inställd på grund av snöbrist
- 1991 – Anna Frithioff, Kvarnsvedens GoIF
- 1992 – Anna Frithioff, Kvarnsvedens GoIF
- 1993 – Carina Görlin, Hudiksvalls IF
- 1994 – Marie Helene Östlund, Hudiksvalls IF
- 1995 – Marie Helene Östlund, Hudiksvalls IF
- 1996 – Kerrin Petty, IFK Mora
- 1997 – Kerrin Petty, Stockviks SF
- 1998 – Bente Martinsen, Norge
- 1999 – Elin Ek, Bergeforsens SK
- 2000 – Annika Evaldsson, IFK Mora
- 2001 – Anita Moen, Norge
- 2002 – Emelie Öhrstig, Stockviks SF
- 2003 – Ulrica Persson, SK Bore
- 2004 – Hilde Gjermundshaug Pedersen, Norge
- 2005 – Sofia Bleckur, IK Jarl
- 2006 – Elin Ek, IFK Mora
- 2007 – Susanne Nyström, Piteå Elit SK
- 2008 – Susanne Nyström, Piteå Elit SK
- 2009 – Susanne Nyström, Piteå Elit SK
- 2010 – Susanne Nyström, IFK Mora
- 2011 – Jenny Hansson, Östersunds SK
- 2012 – Susanne Nyström, Laisvalls SK
- 2013 – Susanne Nyström, Laisvalls SK
- 2014 – Sofia Bleckur, IFK Mora
- 2015 – Laila Kveli, Norge
- 2016 – Britta Johansson Norgren, Sollefteå Skidor IF
- 2017 – Britta Johansson Norgren, Sollefteå Skidor IF
- 2018 – Kateřina Smutná, Tjeckien
- 2019 – Britta Johansson Norgren, Sollefteå Skidor IF
- 2020 – Britta Johansson Norgren, Sollefteå Skidor IF
- 2021 – Lina Korsgren, Åre längdskidklubb
- 2022 – Britta Johansson Norgren, Sollefteå Skidor IF
- 2023 – Ida Dahl, Team Engcon
- 2024 – Kati Roivas, Team Eksjöhus
- 2025 – Jenny Larsson, Lager 157[4]

### Fotnoter
1. ↑  ”Nytt rekordår för veteranerna”. Vasaloppet. http://www.vasaloppet.se/wps/wcm/connect/se/vasaloppet/start/nyheter_o_reportage/reportage/reportage_historia/nytt_rekordar_for_veteranerna.html. Läst 5 september 2011.[död länk]
2. ↑  ”Så sänder SVT från Vasaloppet, sändningar hela veckan”. Sveriges Television. 23 februari 2012. Arkiverad från originalet den 28 februari 2014. https://web.archive.org/web/20140228010806/http://www.vasaloppet.se/wps/wcm/connect/se/vasaloppet/start/nyheter/senaste/nyhet_sa_sander_svt_120223. Läst 22 februari 2014.
3. ↑  ”Historiska segrare”. Vasloppet. Arkiverad från originalet den 16 september 2016. https://web.archive.org/web/20160916113925/http://www.vasaloppet.se/wp-content/uploads/sites/1/2016/05/historiska_segrare_vasaloppet_sve_2016-05-03.pdf. Läst 13 augusti 2016.
4. ↑  Karl Sundström (22 februari 2025). ”Jenny Larssons succé” (på svenska). SVT Sport. https://www.svt.se/sport/vintersport/jenny-larssons-succe-vinner-tjejvasan-efter-spurt. Läst 22 februari 2025.